# Children of the Corn: Genesis
Children of the Corn: Genesis (Los chicos del maíz: Génesis) es la octava entrega de la serie de terror Children of the Corn. Estrenada en 2011 y dirigida por Joel Soisson, la película está protagonizada por Billy Drago y Duane Whitaker.
Es el quinto título de la serie en ser lanzado directamente a video.